# Längsparitätsprüfung
Längsparitätsprüfung (engl. longitudinal redundancy check, daher oft LRC) ist ein Verfahren zur Erkennung von 1-Bit Fehlern bei digitaler Datenübertragung, indem über eine gewisse Anzahl von übertragenen Datenwörtern eine Prüfsumme oder ein Paritätsdatenwort gebildet wird.

## Beispiel: Prüfsumme
Es wird ein zusätzliches Datenwort übertragen, wobei die Modulo-Summe über die zuvor übertragenen Datenwörter und dieses Prüfdatenwort einen zuvor festgelegten Wert ergeben muss (meist Null).

## Beispiel: Paritätsdatenwort
Es wird ein zusätzliches Paritätsdatenwort übertragen, welches spaltenweise Parität erzeugt. Das heißt, dass je nach Vereinbarung die jeweilige Summe über eine Spalte eine gerade (gleiche Parität) oder ungerade Zahl (ungleiche Parität) ergeben muss. Ist dies nicht der Fall, so ist bei der Übertragung ein Fehler aufgetreten. Sollten bei der Übertragung zwei Bitfehler in derselben Spalte auftreten, so kann dies durch dieses Paritätsprüfverfahren nicht festgestellt werden, da dann die Spaltensummen wieder die Vorgaben erfüllen.
Das folgende Beispiel zeigt drei Bytes und das zugehörige Paritätsbyte zur Herstellung von spaltenweise gleicher Parität.
11011001

10111001

00110011

--------

01010011 → Paritätsdatenwort

--------

22242024 → Spaltensummen